# Langshan
Langshan er en hønserace, der stammer fra Kina, men som er blevet videreudviklet i Tyskland via England.
Hanen vejer 3-4,5 kg og hønen vejer 2,5-3,5 kg. De lægger gulligbrune æg à 58-64 gram. Racen findes også i dværgform.

## Farvevariationer
- Sort
- Hvid
- Blå